# Мачушенко Володимир Сидорович
Володимир Сидорович Мачушенко (1880, Озеро, Брацлавський повіт, Подільська губернія — 1 червня 1937, Волинське воєводство) — український педагог, кооператор, член Української Центральної Ради і ЦК Селянської спілки, організатор та командир 56-го Немирівського полку Армії УНР, повстанський отаман в 1919 році. Брав участь у боях під Одесою. Українськи есер і соціал-демократ.

## Життєпис
Був вчителем у чотирикласній парафіяльній школі у селі Джурин до 1917 року.
Член правління Подільського Союзбанку, в кінці жовтня 1919 р. пожертвував із своєї зарплати 1000 гривень на український дитячий захист імені Т. Шевченка. Емігруючи у Польщу, вивіз запаси Союзбанку та передав їх на зберігання в польський банк. За його голову більшовики встановили винагороду у 10 тис. золотих рублів. Більшовики розстріляли його дружину.
За спогадами внука отамана С. Міхалака в цей час В. Мачушенко бере участь у багатьох боях із більшовиками, зокрема в битві під Жмеринкою на початку серпня 1919 року. «Його героїзм та відвага звертають увагу» полковника Всеволода Змієнка, шефа штабу 6-ї Січової дивізії, з яким вони невдовзі потоваришували…
З 1921 р. жив у м. Крем’янець, уповноважений УЦК на Крем’янецький повіт, кооператор. У 1929 р. – воєводський інспектор гмінних кас у Луцьку. Член управи кооперативу «Гурт», головної ради ВУО. Помер 1 червня 1937 р.